# Émilie Perroud
Pour les articles homonymes, voir Perroud.
Émilie Perroud, née Émilie Jacot-Guillarmod le 29 mars 1992 est une écrivaine vaudoise.

## Biographie
Elle a treize ans quand elle publie, à compte d'auteur, son premier roman L'Île oubliée. En 2010, paraît son troisième roman, toujours dans le style fantasy, Le Gardien des rêves. 

## Publications
- 2005 : L'Île oubliée, édition À la carte
- 2007 : L'Ombre de la magicienne, édition Sitelle
- 2010 : Le Gardien des rêves, édition Sitelle

## Sources
- « Émilie Perroud », sur la base de données des personnalités vaudoises sur la plateforme « Patrinum » de la Bibliothèque cantonale et universitaire de Lausanne.
- 24 Heures - éd. Lausanne, 2005/12/12
- 24 Heures, 2008/01/25, p. 23